# مریل ۱۱۷۶۸
سیارک ۱۱۷۶۸ (به انگلیسی: 11768 Merrill، نامگذاری:4107T-1) یازده هزار و هفتصد و شصت و هشتمین سیارک کشف شده‌است که در ۲۶ مارس ۱۹۷۱ کشف شد.
قدر مطلق سیارک برابر ۲۴٫۵ است.